# Compsoctena pinguis
Compsoctena pinguis är en fjärilsart som beskrevs av Edward Meyrick 1914. Compsoctena pinguis ingår i släktet Compsoctena och familjen Eriocottidae. Inga underarter finns listade i Catalogue of Life.